# The Darker Instinct
The Darker Instinct è il terzo album di studio del gruppo musicale svedese Takida, pubblicato nel 2009.

## Tracce
1. Get Me Started – 3:52
2. As You Die – 3:31
3. End Is Near – 3:32
4. Never Alone Always Alone – 4:05
5. The Things We Owe – 3:43
6. Deadlock – 3:27
7. Walk On By – 4:16
8. Caroline – 3:21
9. Hours – 4:11
10. Between the Lines – 3:50
11. Tonight – 3:43
12. Trigger – 4:02
13. Too Late – 4:22